# Jacques Trolley de Prévaux
Jacques Marie Charles Trolley de Prévaux, né le 2 avril 1888 à Paris 7e, mort, fusillé par les nazis, avec sa femme Lotka Leitner (née en 1905 à New York, prénom francisé en « Charlotte »), le 19 août 1944 à Bron, est un contre-amiral et résistant français. Il est Compagnon de la Libération.

## Biographie

### Jeunesse et formation
Fils d'Alfred Trolley de Prévaux, professeur de droit à l'institut catholique de Lille et d’Élisabeth Jacquin de Margerie (sa mère meurt en 1899, alors qu'il a onze ans), Jacques Trolley de Prévaux nait dans une ancienne famille originaire de Normandie.
Son grand-oncle, Alfred Trolley, professeur de droit à Caen est l'auteur d'un Traité de la hiérarchie administrative. Son grand-père maternel, Amédée de Margerie (1825-1905), fut doyen de la faculté de lettres de l'Université catholique de Lille, fonda l'université catholique de Nancy et est l'auteur de plusieurs ouvrages.
Il fait ses études secondaires à l'école Saint-Joseph de Lille puis décide de devenir marin et entre à l'École navale en 1906 (troisième sur quarante-huit). Il en sort en 1908 (cinquième sur quarante-huit). Il termine sa formation par un tour du monde sur le croiseur-école Duguay-Trouin de 1908 à 1909.
Il commence une carrière dans la Marine nationale et reçoit sa première affectation, à Toulon en 1910, sur le cuirassé Charlemagne. C'est alors qu'il est initié à l'opium, dont la consommation était courante à l'époque dans la Marine, particulièrement à Toulon qui comptait de nombreuses fumeries. Comme enseigne de vaisseau, il sert en mer (1912-1913), à bord du croiseur Descartes,,,, sur lequel il parcourt l'Atlantique (Dakar, les Canaries, le Brésil, Cuba, Haïti, les Antilles, Terre-Neuve, etc.). En avril 1914 il est affecté à la division des flottilles de la 1re armée navale, officier en second sur le torpilleur d'escadre Fanfare.

### Première Guerre mondiale
Trolley de Prévaux participe à la Première Guerre mondiale, en premier lieu en Méditerranée. En août 1914, il est officier canonnier et de manœuvre sur le torpilleur d'escadre Chasseur, puis, en mai 1916, sur le Paris, comme adjoint à l'officier fusillier et en juin de la même année officier en second sur la canonnière Diligente,.
En juin 1917, il obtient l'affectation qu'il avait demandée dans l'aéronautique navale en 1915. Il effectue alors un stage de formation au pilotage des ballons dirigeables, à Saint-Cyr. Breveté d'aéronautique et nommé lieutenant de vaisseau, il prend son premier commandement, celui du centre de dirigeables de Marquise-Rinxent dans le Pas-de-Calais, près de Boulogne-sur-Mer (octobre 1917-novembre 1919),,,. Il a sous ses ordres une centaine de personnes.

Le dirigeable était une arme très efficace contre les navires, dépourvus alors de défense antiaérienne ; il servait à guider les navires, à régler les tirs, à détecter les mines et à la lutte anti-sous-marine. À la fin 1917, l'aéronautique navale atteint une importance jamais égalée depuis, avec 700 avions, 460 pilotes et une vingtaine de dirigeables.

Durant cette période, Jacques de Prévaux effectue de nombreuses heures de vol et obtient la Légion d'honneur, la Croix de guerre,, et une citation à l'ordre de la brigade. Après la Grande Guerre (1918-1919), il survole en dirigeable les lignes de front depuis Nieuport jusqu'à Verdun et filme les ravages causés par la guerre. Ce film ne sera découvert, et montré à sa fille, qu'à la fin des années 1990,,.

### Entre-deux-guerres
Au début de l'entre-deux-guerres, Trolley de Prévaux prend le commandement du centre de dirigeables de Montebourg dans la Manche (novembre 1919-février 1920),.
En février 1920, il est en poste au cabinet du ministre de la Marine, comme officier de l'état-major du ministre Adolphe Landry puis Gabriel Guist'hau.
Le 12 avril 1920 à Paris 8e, il épouse Blandine Ollivier, issue de la haute bourgeoisie et petite-fille du député Émile Ollivier, ancien ministre et chef du Gouvernement sous Napoléon III (1869-1870) et académicien et de Blandine Liszt. C'est le cousin germain de Jacques, Roland de Margerie qui a fait les présentations. Ils auront deux filles, mais divorceront en juillet 1939. Blandine Ollivier, qui parle italien, est l'auteure d'un livre sur la jeunesse fasciste italienne, Jeunesse fasciste (Gallimard, 1934). Pour écrire ce livre elle effectue des enquêtes et reportages et obtient des interviews de Ciano, gendre de Mussolini, qu'elle a l'occasion de rencontrer lors de leur voyage en Italie, à l'automne 1933 ; le résultat est une description « dithyrambique[s] de cette jeunesse » et « exprime l'admiration de l'auteur pour les réalisations de Mussolini ».
Prévaux est nommé à la tête d'une escadrille de dragage de la flottille de Toulon et commande la canonnière Diligente (janvier 1922-janvier 1924). En juillet 1923 il est capitaine de corvette.
Il retourne aux dirigeables, le 1er juin 1924, comme commandant de la base d'aéronautique navale de Cuers-Pierrefeu dans le Var, (juin 1924-août 1926). À ce poste il est responsable des grands dirigeables, dont le zeppelin Méditerranée (ancien Nordstern), dommage de guerre cédé à la France par l'Allemagne (l'autre, rebaptisé Dixmude, avait sombré en décembre 1923, frappé par la foudre). Cuers est aussi la base d'une escadrille de Goliath, avions de bombardement qui participent à la guerre du Rif,.
De 1926 à 1930 il occupe le poste d'attaché naval à Berlin. Puis, en janvier 1928 il est promu capitaine de frégate. De mai 1931 à juillet 1933, il commande l'aviso Altaïr affecté à la défense de la concession française de Shanghai. De 1934 à 1935 il est commandant de la base aérienne de Rochefort, puis il fait un stage à Toulon et se spécialise au Centre des hautes études navales et à l'Institut des hautes études de Défense nationale, jusqu'en juillet 1937. C'est à cette époque qu'il rencontre celle qui va devenir sa seconde épouse, une jeune Juive d'origine polonaise, naturalisée française, Lotka (Charlotte) Leitner. Comme capitaine de vaisseau (août 1937), il obtient, en août 1938, le commandement du croiseur Duguay-Trouin, basé à Toulon, portant le même nom que celui sur lequel il avait fait ses premières armes. En 1939, son navire est chargé de protéger les convois d'AOF, puis affecté à la division navale du Levant.

### Seconde Guerre mondiale
Lors de la Seconde Guerre mondiale, au moment de l'armistice du 22 juin 1940, avec son croiseur le Duguay-Trouin, il se trouve à Alexandrie, sous les ordres de l'amiral Godfroy commandant d'une escadre, la Force X. Lorsque survient l'opération Catapult, déclenchée le 2 juillet 1940, par le Premier ministre britannique Winston Churchill,, cette flotte est neutralisée pacifiquement, le 7 juillet, après un accord entre les deux amiraux, Godfroy et Cunningham,,. Contrairement à quelques officiers et soldats, comme par exemple d'Estienne d'Orves, il ne rallie pas alors la France libre. À la suite d'une grave maladie, il est rapatrié en France (à Toulon), en novembre 1940.
En juillet 1941, il est nommé président du tribunal maritime de Toulon. C'est alors qu'il prend contact avec la Résistance en se rapprochant du réseau de renseignement franco-polonais « F2 ». Il est limogé de son poste et mis en disponibilité, en décembre 1941, par l'amiral Darlan, vice-président du Conseil du Gouvernement de Vichy, en raison de ses sympathies gaullistes, et pour la Résistance.
Il s'engage alors, début 1942, dans le réseau « F2 » sous le pseudonyme « Vox ». Comme informateur, il fournit aux Alliés des renseignements très importants sur la marine allemande. Sa femme Lotka (nom de résistante Kalo) est très active à ses côtés dans ce réseau. Après une première dispersion du réseau, consécutive à l'occupation de la zone sud en novembre 1942 par les Allemands et les Italiens et à de nombreuses arrestations, Trolley de Prévaux participe à sa reconstruction. Pour les renseignements de la plus haute importance qu'il fait parvenir à Londres, les Britanniques lui décernent la Distinguished Service Order en 1943. Il est à la tête du réseau « Anne », branche « Méditerranée » (Marseille, Toulon, Nice), du « F2 » reconstitué en mai 1943. Ce réseau, très actif pendant plus d'un an, transmet quantité de renseignements sur les mouvements des unités allemandes navales et aériennes, les travaux de fortifications, renseignements très utiles pour le débarquement allié en Provence.
Il est arrêté par la Gestapo, le 29 mars 1944 à Marseille, ainsi que sa femme. Emprisonné aux Baumettes puis à la prison Montluc à Lyon, il est torturé. Il ne parle pas et endosse la responsabilité des actions de son réseau.
Le 19 août 1944, ils sont tous deux fusillés à Bron, lors d'une des dernières exécutions opérées par les nazis avant leur départ de Lyon. Leurs corps sont ensuite ensevelis avec cent sept autres suppliciés dans des cratères de bombes.
Jacques de Prévaux est inhumé à Villeurbanne, à la nécropole nationale de la Doua,,.

## Carrière militaire
- 1911 :  enseigne de vaisseau (5 octobre)[7]
- 1917 :  lieutenant de vaisseau (2 août)[7]
- 1923 :  capitaine de corvette (25 juillet)[7]
- 1928 :  capitaine de frégate (17 janvier)[7]
- 1937 :  capitaine de vaisseau (1er août)[7]
- 1945 :  contre-amiral (16 avril), à effet rétroactif au 1er janvier 1941 et annulation de la mise en congé d'activité décidée par Darlan. Jacques de Prévaux était considéré comme disparu depuis son arrestation (les preuves de son exécution datent de novembre 1945), il s'agit donc d'une véritable promotion et non d'une nomination à titre posthume[18].

## Décorations de Jacques Trolley de Prévaux

### Placard
|  |  |  |
|  |  |  |
|  |  |  |

### Décorations françaises
- Légion d'honneur : chevalier (16 juin 1920) ; officier (21 janvier 1931) ; commandeur (10 avril 1945)[11]
- Croix de la Libération à titre posthume par décret du 18 janvier 1946 et, à ce titre, compagnon de la Libération[42],[11]
- Croix de guerre 1914-1918 (14 novembre 1918)[11]
- Croix de guerre 1939-1945 (10 avril 1945)[11]
- Médaille interalliée 1914-1918[11]
- Médaille commémorative de la guerre 1914-1918[11]

### Décorations étrangères
- Ordre du Service distingué (Royaume-Uni) (31 janvier 1943)[11]
- Virtuti Militari (Pologne) (19 avril 1945)[11]

## Décorations de Lotka Trolley de Prévaux
- Médaille de la Résistance à titre posthume (5 mai 1945)[43]
- Croix de la Vaillance (Pologne) (12 septembre 1942)[43]
- Croix de Mérite en or, avec épées (Pologne) (13 avril 1945)[43]

Lotka Trolley de Prévaux n'a pas été nommée compagnon de la Libération (sur 1 038 compagnons, seules six femmes le furent), elle fut néanmoins associée à son mari dans la notice consacrée à celui-ci, dans le Mémorial des Compagnons de la Libération publié en 1961.

## Hommages
Sont nommés d'après lui : 
- une rue de Paris, dans le 13e arrondissement[46] ;
- Une avenue de Toulon[47] ;
- un édifice militaire à Lyon et deux amphithéâtres sur des sites militaires de Toulon et Rochefort [48].

Autres hommages :
- une plaque commémorative est placée à l'entrée du parc immobilier de la Colline Saint-Pierre, à Toulon[38] ;
- son nom est inscrit sur le monument commémoratif de Montluc, à Bron[49],[50],[51],[52] ;
- son nom figure aussi sur le monument aux morts du Lavandou[50],[53] ;
- un des futurs patrouilleurs hauturiers de la Marine nationale, mise en service prévue fin 2026, portera son nom[54].

## Mémoire
La fille de Jacques et de Lotka, Aude de Prévaux, née en juin 1943, ne découvre sa propre filiation qu'à l'âge de 23 ans, en 1966, lorsqu'un lecteur âgé, découvrant son nom, l'aborde à la Bibliothèque nationale. À la disparition de ses parents elle avait été recueillie et élevée dans la famille d'un frère de son père, le général François Trolley de Prévaux, fidèle au régime de Vichy, et tenue dans le secret de sa naissance. Elle est l'auteure d'un livre sur ses parents Un Amour dans la tempête de l'histoire – Jacques et Lotka de Prévaux (Kiron – Éditions du Félin, 1999), prix du maréchal Foch de l'Académie française (médaille de bronze) et prix Saint-Simon, en 1999,,. Son parcours a été évoqué dans l'émission de télévision Prise directe, sujet : « Enfants de salauds, enfants de héros », animée par Béatrice Schönberg, sur France 2, le 2 février 2010.